# Jo Kogstad Ringheim

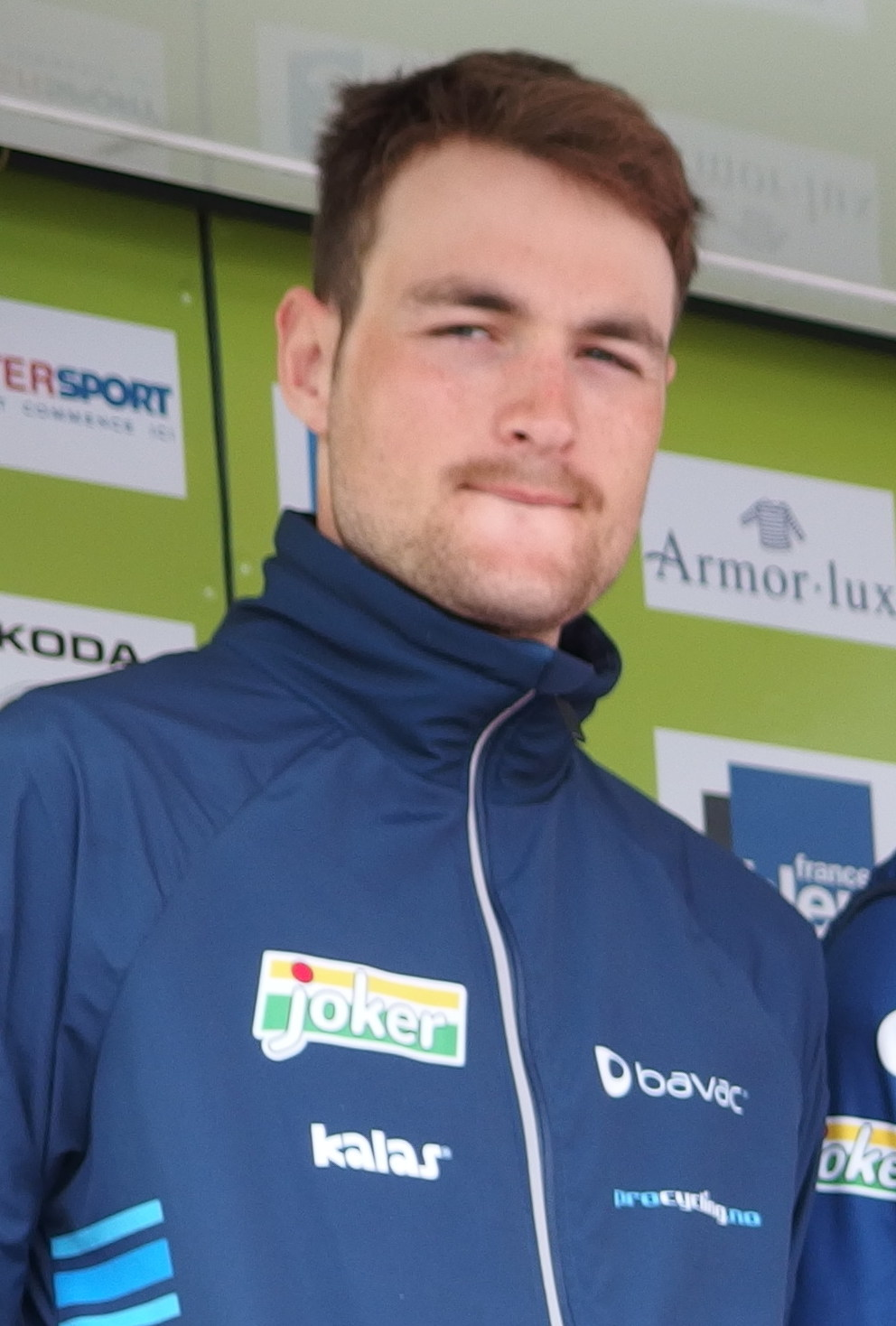
Jo Kogstad Ringheim

Jo Kogstad Ringheim (* 16. Februar 1991 in Norwegen) ist ein ehemaliger norwegischer Radrennfahrer.
Jo Kogstad Ringheim wurde 2008 norwegischer Juniorenmeister im Mannschaftszeitfahren. 2013 fuhr Ringheim für das schwedische Team People4you-Unaas Cycling und 2014 stand er beim Team Joker unter Vertrag.
Ende der Saison 2014 beendete er seine Karriere.

## Teams
- 2013 Team People4you-Unaas Cycling
- 2014 Team Joker